# Automatic Kids
Automatic Kids är en EP av den svenska rockgruppen The Lost Patrol Band, utgiven 2006 på Ny våg Records som en 7"-vinyl.

## Låtlista
Alla låtar är skrivna av Dennis Lyxzén.
A
1. "Automatic Kids" – 2:48
2. "Don't Wanna Wait" – 1:50

B
1. "Perspective" – 1:28
2. "No Wonders" – 1:55

## Medverkande
- Annika Berglund – omslagsfoto
- Daniel Berglund – slagverk, inspelning
- Jonas Lidström – orgel
- Dennis Lyxzén – sång, gitarr
- Robert Pettersson – layout, bas, sång
- André Sandström – trummor
- Anders Stenberg – gitarr, sång
- Emma Svensson – livefoto

### Fotnoter
1. 1 2  ”Automatic Kids”. Discogs.com. http://www.discogs.com/Lost-Patrol-Band-The-Automatic-Kids/release/1527756. Läst 19 december 2012.